# Piràmide esglaonada de Djoser
La piràmide esglaonada de Djoser és la primera piràmide esglaonada que es va construir a l'antic Egipte. L'edificació és una evolució ambiciosa de les antigues mastabes, on s'enterraven els faraons i els membres destacats de la reialesa, de la noblesa i del clergat. No es tracta d'una piràmide real, sinó d'una superposició de pisos o mastabes, les superiors més petites que les inferiors, de manera que recorda una piràmide amb graons.

Va ser construïda durant el regnat de la tercera dinastia (vers el 2630 aC) per servir de tomba al faraó Djoser, i la construcció fou dirigida pel seu ministre Imhotep. És la més famosa, però no l'única que va emprar aquesta tècnica.

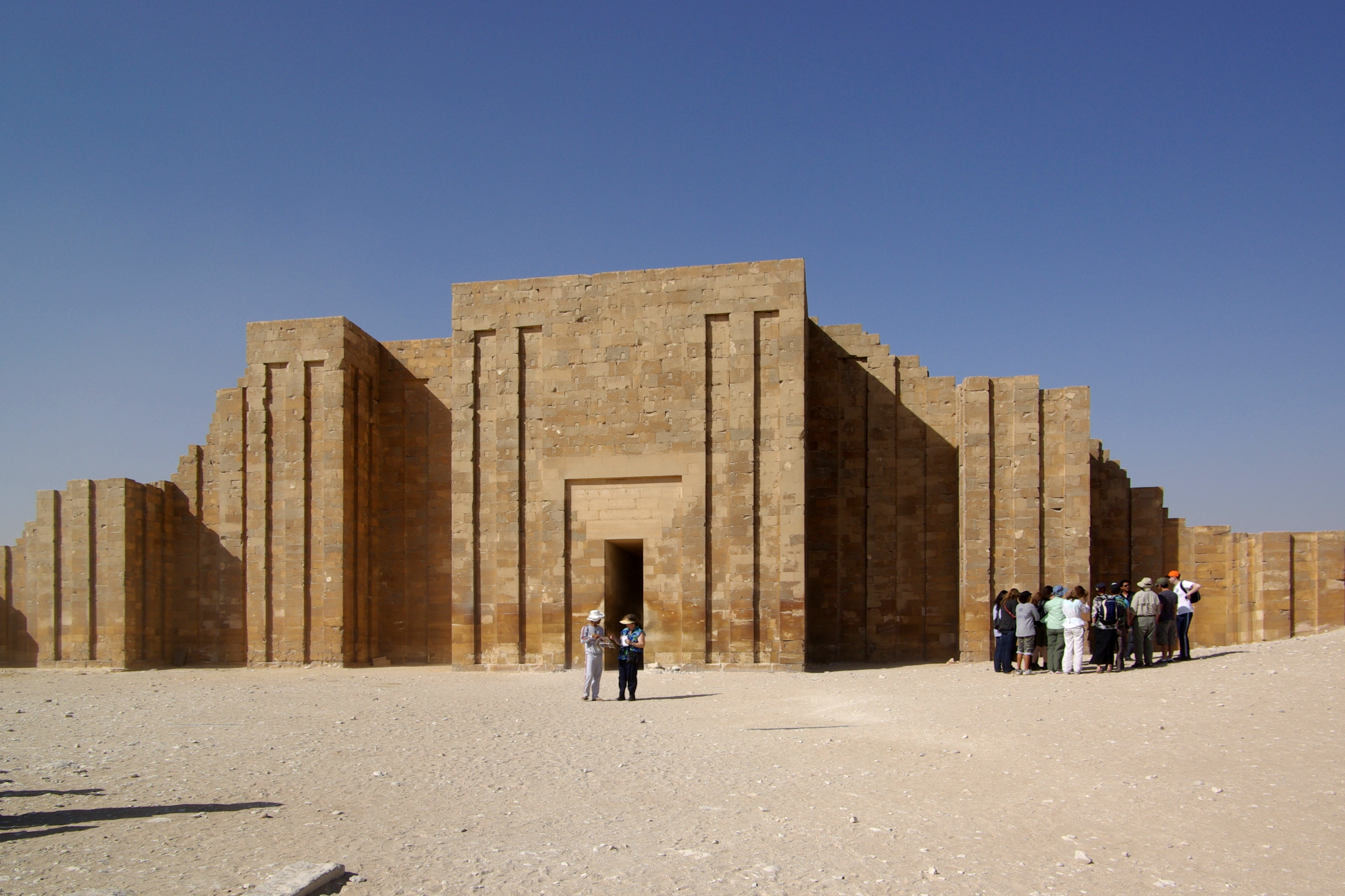
Entrada al complex; les parets recorden la decoració dels serekhs

## Complex funerari de Djoser
La piràmide de Djoser és l'element principal i el més conegut del complex funerari del faraó, situat a la necròpolis de Saqqara, la necròpolis de l'antiga capital de Memfis, uns vint quilòmetres al sud del Caire. El complex també inclou una segona tomba, diversos pavellons, el pati del festival Heb Sed i un temple funerari, entre altres elements.
| Elements del complex                                                            | |
| Plànol del complex de Djoser (el nord està a la dreta) (segons: Cecil M. Firth) | 1. Piràmide esglaonada 2. Tomba sud 3. Pati del Heb Sed 4. Temple T 5. Recinte sud 6. Pavelló sud 7. Pavelló nord 8. Temple mortuori 9. Galeries occidentals 10. Entrada hipòstila 11. Recinte nord 12. Galeries del nord 13. Tombes esglaonades 14. Serdab 15. Altar nord |

## Subestructura de la piràmide
Sota la piràmide esglaonada hi ha un laberint de càmeres i galeries tunelades que sumen gairebé 6 km de longitud i es connecten a un eix central de 7 m quadrats i 28 m de profunditat. Aquests espais ofereixen la zona per a l'enterrament del rei, l'enterrament dels membres de la família i l'emmagatzematge de béns i ofrenes. L'entrada al pou de 28 m es va construir al costat nord de la piràmide, tendència que es mantindria a tot l'Imperi Antic. Els costats dels passadissos subterranis són de pedra calcària incrustada amb rajoles de pisa blava per reproduir estores de canyes. Aquestes parets de la "façana del palau" estan decorades a més amb plafons decorats en baix relleu que mostren el rei participant en l'Heb-sed.

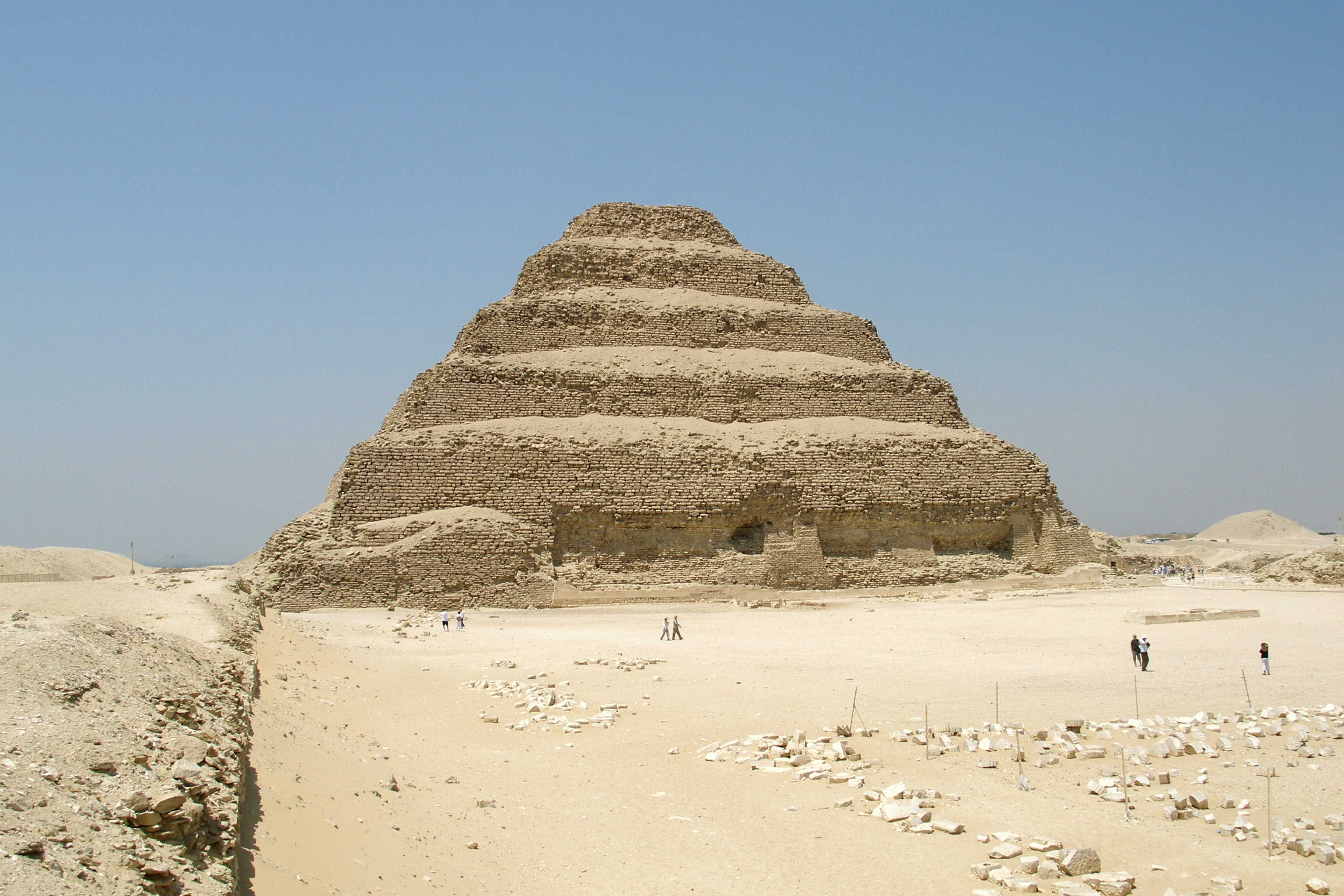
La piràmide esglaonada des de l'altre costat

En conjunt, aquestes cambres constitueixen l'apartament funerari que imitava el palau i que serviria com a lloc de vida del ka reial. Al costat est de la piràmide s'hi van construir onze pous de 32 m de profunditat i es van annexar a túnels horitzontals per als membres de la família reial. Aquests es van incorporar a la subestructura preexistent a mesura que es va expandir cap a l'est. Als magatzems d'aquí s'hi van trobar més de 40.000 vasos de pedra, molts dels quals són anteriors a Djoser. Aquests haurien satisfet les necessitats viscerals de Djoser en el més enllà. Al nord, a l'oest i al sud de la cambra funerària central s'hi va localitzar una extensa xarxa de galeries subterrànies on s'hi van tallar toscs magatzems horitzontals.

## Cambra funerària
La cambra funerària era una volta construïda amb quatre filades de granit ben treballat. Tenia una obertura, que es va segellar amb un bloc de 3,5 tones després de l'enterrament. No s'hi va recuperar cap cos ja que la tomba havia estat profundament saquejada. Lauer creu que una hi va haver abans una cambra funerària d'alabastre que la de granit. Va trobar proves interessants de blocs de pedra calcària amb estrelles de cinc puntes en baix relleu que probablement estaven al sostre, cosa que indica la primera aparició del que es convertiria en una tradició. El rei va intentar associar-se amb les eternes estrelles polars que mai es ponen per assegurar el seu renaixement i eternitat.